# ホリウェル橋
ホリウェル橋（ホリウェルばし、英語: Holliwell Covered Bridge）は、アイオワ州マディソン郡にある木製の屋根付橋。1880年、ミドルリバーの上に Benton Jonesにより建設された。現在は通行が禁止されているが、1995年に225,000ドルの費用で改修された。映画「マディソン郡の橋」に登場する。 1976年にアメリカ合衆国国家歴史登録財に指定された。

## ギャラリー

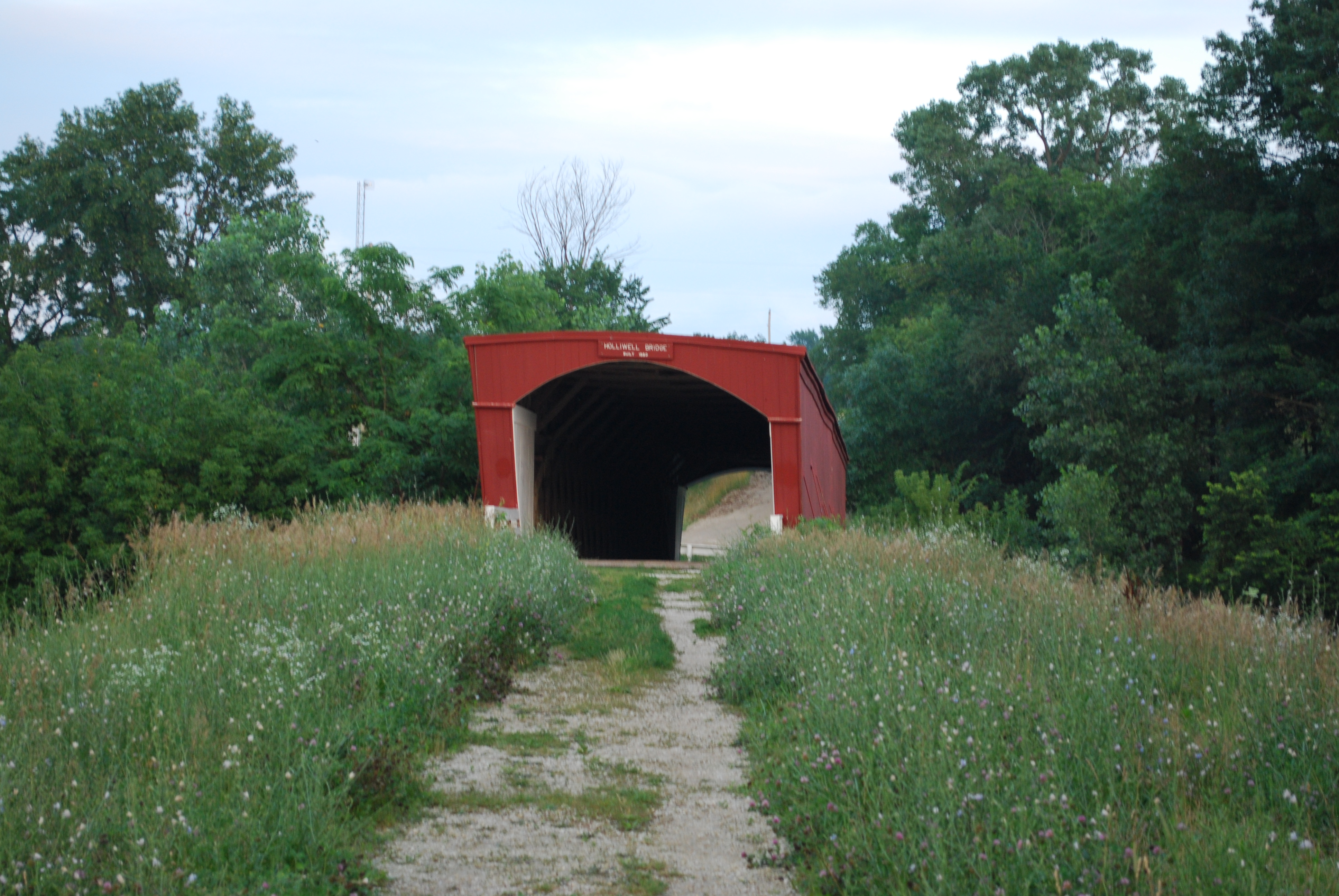
ホリウェル橋の北端
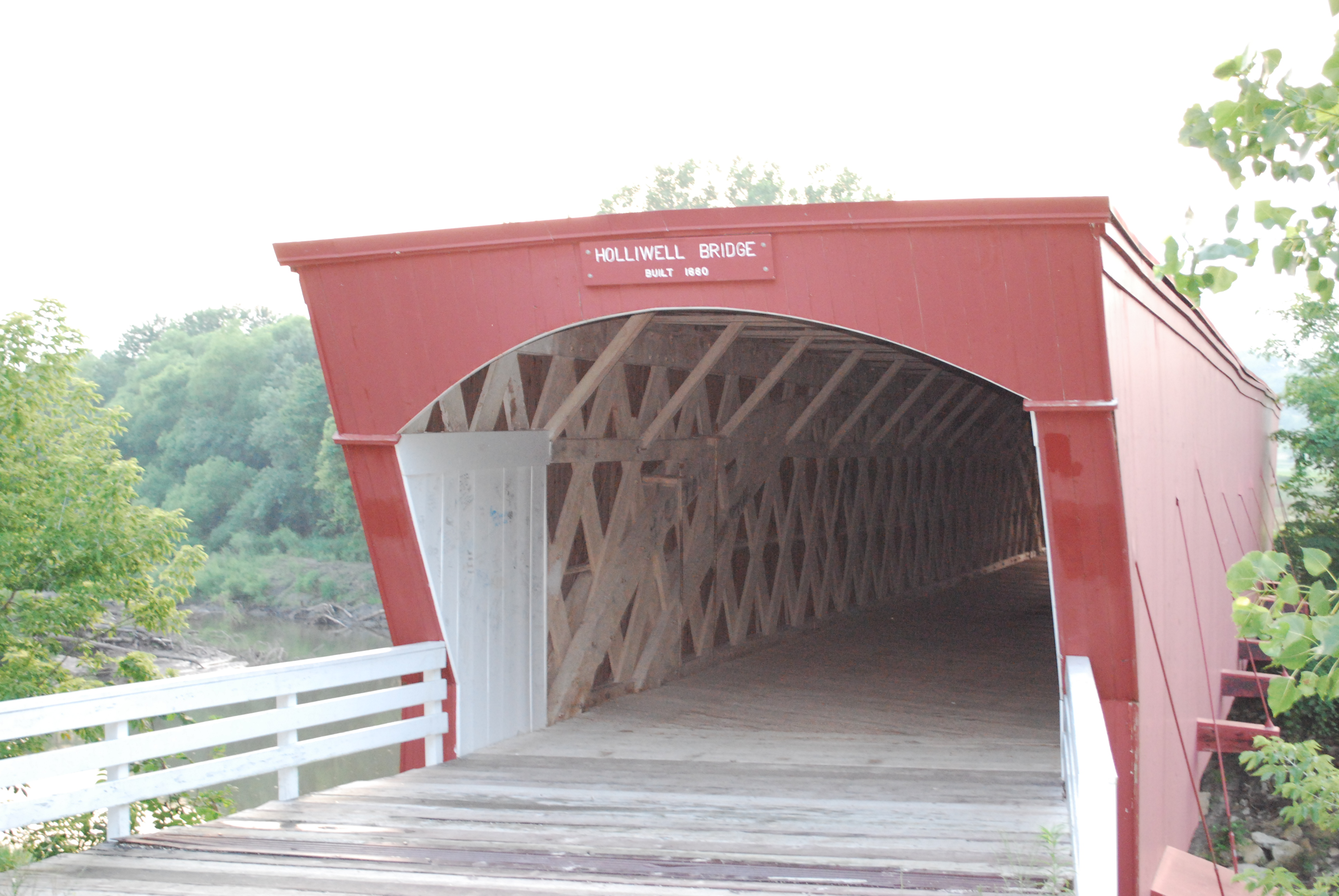
ホリウェル橋の南端